# Пестенін Володимир
Володимир Пестенін (1947) — радянський хокеїст, нападник.

## Спортивна кар'єра
Два сезони захищав кольори київського «Динамо». У вищій лізі провів 26 матчів, забив 1 гол.

## Статистика
| Сезон               | Клуб                | Ліга                | І  | Г | П | О | ШХ |
| ------------------- | ------------------- | ------------------- | -- | - | - | - | -- |
| 1966-67             | «Динамо» (Київ)     | СРСР                | 6  | 0 | 1 | 1 | 0  |
| 1967-68             | «Динамо» (Київ)     | СРСР                | 20 | 1 | 0 | 1 | 6  |
| Усього у вищій лізі | Усього у вищій лізі | Усього у вищій лізі | 26 | 1 | 1 | 2 | 6  |